# Sarah Habel
Sarah Evelyn Habel (* 30. července 1982, Michigan, Spojené státy americké) je americká herečka, která se proslavila rolemi v seriálech Život pod cenou a Riverdale.

## Životopis a kariéra
Habel se narodila v Michiganu a navštěvovala Michiganskou státní univerzitu, kde získal bakalářský titul.
Po získání titulu se začala věnovat divadlu v Londýně a v New Yorku. Vystupovala s dětským divadlem Wild Swan. Ve filmu se poprvé objevila po boku Ellen Page ve filmu Vyfič!. V roce 2012 získala jednu z hlavních rolí v seriálu stanice MTV Život pod cenou. V roce 2017 si zahrála vedlejší roli v seriálu Riverdale.

## Filmografie

### Film
| Rok  | Název                                | Role             | Poznámky                                             |
| ---- | ------------------------------------ | ---------------- | ---------------------------------------------------- |
| 2007 | Beginning of Grief                   | Emily            | krátkometrážní film                                  |
| 2009 | The Butterfly Effect 3: Revelations  | Elizabeth Brown  |                                                      |
| 2009 | Vyfič!                               | Corbi            |                                                      |
| 2009 | Americká panna                       | Becca Curtzman   |                                                      |
| 2010 | Unrequited                           | Jessica Morgan   |                                                      |
| 2011 | Red & Blue Marbles                   | Flight Attendant |                                                      |
| 2011 | Hostel III                           | Kendra           |                                                      |
| 2013 | Warren                               | Emma Monarch     |                                                      |
| 2013 | Deep Burial                          | Abby             |                                                      |
| 2015 | Night of the Living Dead: Origins 3D | Judy             | Also known as Night of the Living Dead: Darkest Dawn |
| 2017 | Atomica                              |                  |                                                      |

### Televize
| Rok       | Název               | Role                             | Poznámky                           |
| --------- | ------------------- | -------------------------------- | ---------------------------------- |
| 2009      | Zvíře               | Lucy Platko                      | díly: „Pilot“ a „Two Choices“      |
| 2010      | The Deep End        | Erin Conway                      | díl: „Pilot“                       |
| 2010      | Kriminálka New York | Sarah Cates                      | díl: „Uncertainty Rules“           |
| 2010      | Odložené případy    | Felicia Grant                    | díl: „Almost Paradise“             |
| 2010      | Párty na klíč       | Colette                          | díl: „Steve Guttenberg's Birthday“ |
| 2012      | Hawaii 5-0          | Amanda Chase                     | díl: „I Helu Pu“                   |
| 2012      | Dark Wall           | Chloe                            | díl: „“Home: A Ghost Story         |
| 2012–2013 | Život pod cenou     | Daphne Glover                    | hlavní role, 12 dílů               |
| 2014      | Rush                | Eve                              | hlavní role, 10 dílů               |
| 2017      | Riverdale           | Jennifer Gibson/slečna Grundyová | 4 díly                             |